# Gaius (jurist)

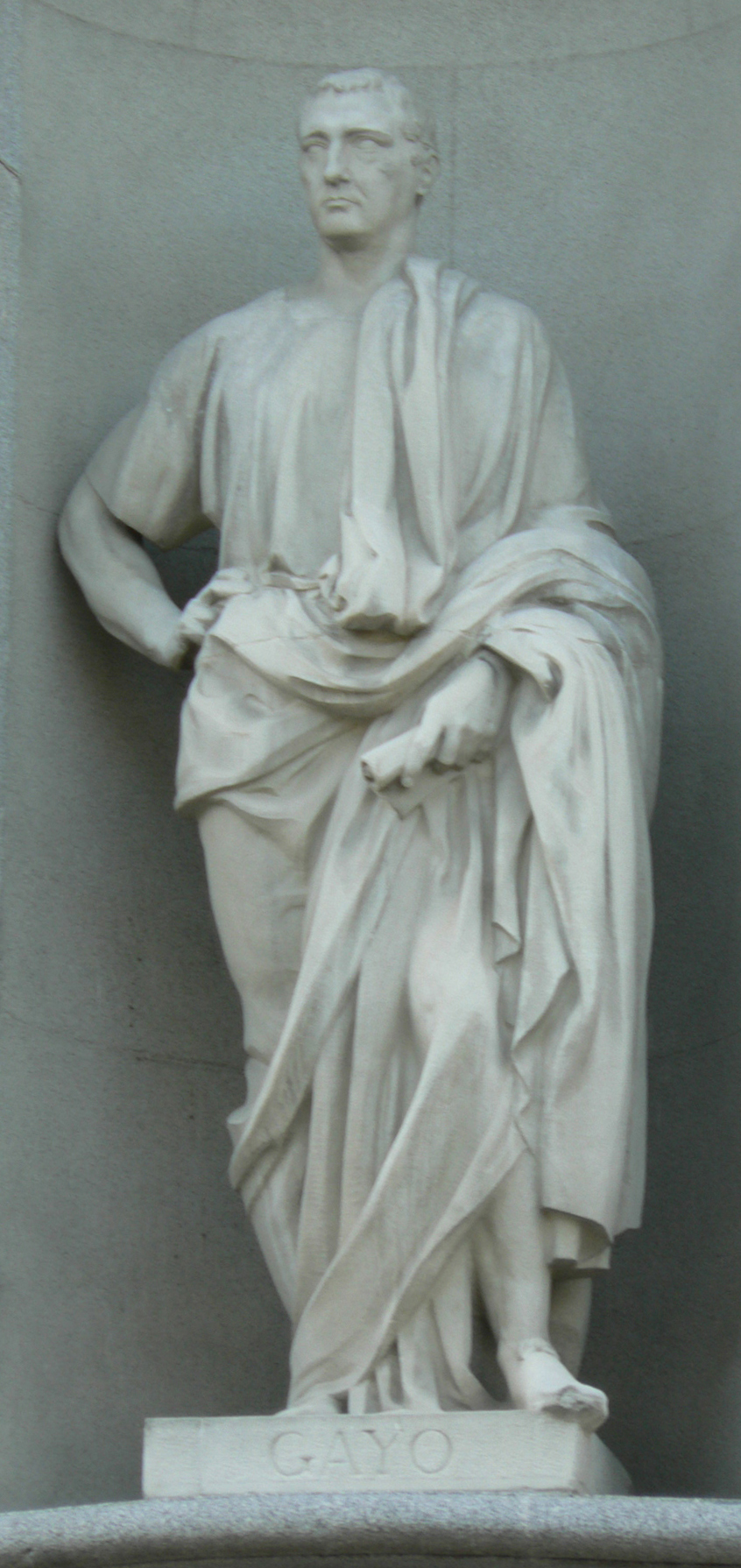
Standbeeld in Madrid

Gaius (circa 110 - 180) was een vooraanstaand Romeins jurist en docent die tussen ongeveer 130 - 180 belangrijke werken schreef over het Romeins recht, waaronder vier juridische leerboeken, de Instituten (Gaii Institutiones), die een volledig beeld gaven van het in het keizerrijk geldende recht. Daarnaast schreef hij onder andere ook een verhandeling over de Edicten van de Magistraten, een commentaar op de Twaalf Tafelen en op de Lex Iulia et Papia Poppaea.
Keizer Theodosius II noemde Gaius in de Citeerwet (Lex citandi), samen met Papinianus, Ulpianus, Modestinus en Paulus, als een van de vijf juristen wiens juridische zienswijzen moesten worden gevolgd in de rechtspraak. De werken van deze vijf rechtsgeleerden werden daarom belangrijke bronnen van Romeins recht. De handboeken van Gaius werden in de zesde eeuw in opdracht van keizer Justinianus I bijgewerkt en als Institutiones Iustiniani opgenomen in het grote Byzantijnse rechtsboek Corpus Iuris Civilis, dat aan de basis ligt van veel latere Westerse rechtssystemen. Op deze manier vonden onder andere rechtsfiguren en beginselen uit de Twaalftafelenwet van circa 450 v.Chr de weg naar het Burgerlijk Wetboek in België en Nederland.
Veel citaten uit de werken van Gaius komen voor in de Digesten, verzameld en opgesteld door Tribonianus in opdracht van Justinianus I. Een vergelijking van de Instituten van Justinianus met die van Gaius toont aan dat methode en systematiek van het latere werk werden gekopieerd van het eerdere, en dat talrijke passages woord voor woord hetzelfde zijn. Vermoedelijk zijn de Instituten van Gaius gedurende het grootste deel van de drie eeuwen die verstreken tussen Gaius en Justinianus het meest gebruikte leerboek voor studenten van het Romeinse recht. 
De Instituten van Gaius verdwenen eeuwenlang vrijwel uit beeld. Begin negentiende eeuw vond Barthold Georg Niebuhr een handschrift in de Biblioteca Capitolare te Verona waarin de tekst ervan in palimpsest is overgeleverd. Met behulp van chemische middelen werd geprobeerd om de tekst leesbaar te maken, waarbij het handschrift zwaar werd beschadigd. De Instituten van Gaius vormen uiteindelijk een van de zeer weinige teksten van de klassieke Romeinse juristen die in zijn geheel bewaard is gebleven.
De Nederlandse hoogleraar Romeins recht en latere Minister van Justitie Julius Van Oven had bijzondere belangstelling voor het werk van Gaius; de dogmatische onderwerpen die hij in zijn publicaties behandelde betreffen vrijwel alle kernproblemen van het zaken- en verbintenissenrecht. Hij gaf werkcolleges waarin hij met studenten de teksten op papyrus bestudeerde. Een voorbeeld hoe het onderwijs en het denken van Gaius doorwerkt in het hedendaagse Nederlands recht.

## Citaat
"Lex est quod populus iubet atque constituit; plebiscitum est quod plebs iubet atque constituit" , Institutiones, 1.2.3. Vertaling: "Wetgeving is wat de bevolking beveelt en vaststelt; een volksraadpleging is wat de bevolking in opdracht geeft en benoemt."